# Шпрінгштілле
Шпрінгштілле (нім. Springstille) — громада в Німеччині, розташована в землі Тюрингія. Входить до складу району Шмалькальден-Майнінген. Складова частина об'єднання громад Газельгрунд.
Площа — 7,08 км2. Населення становить Невірний параметр metadata 16 066 067 ос. (станом на 31 грудня 2021).

## Галерея

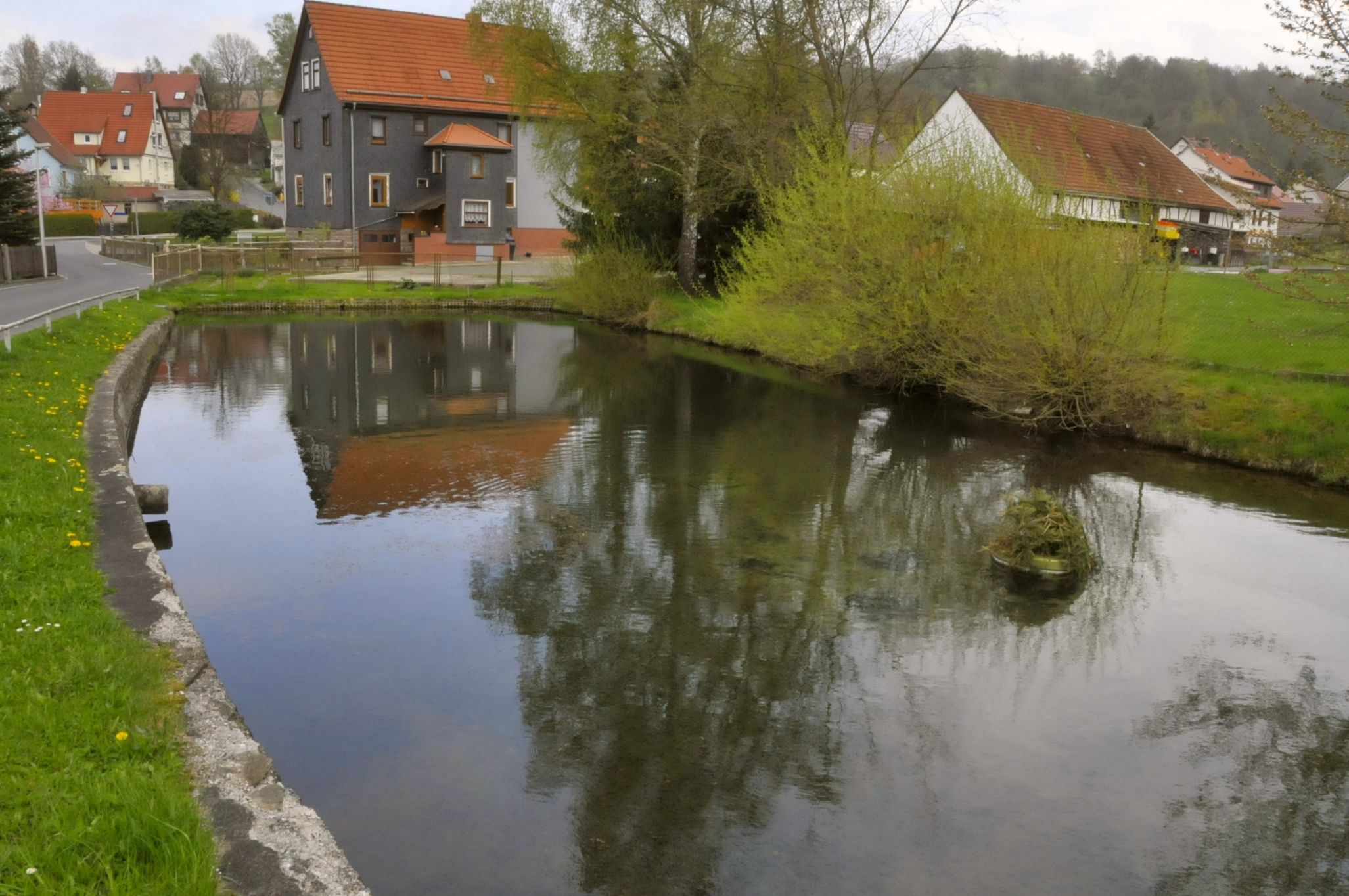
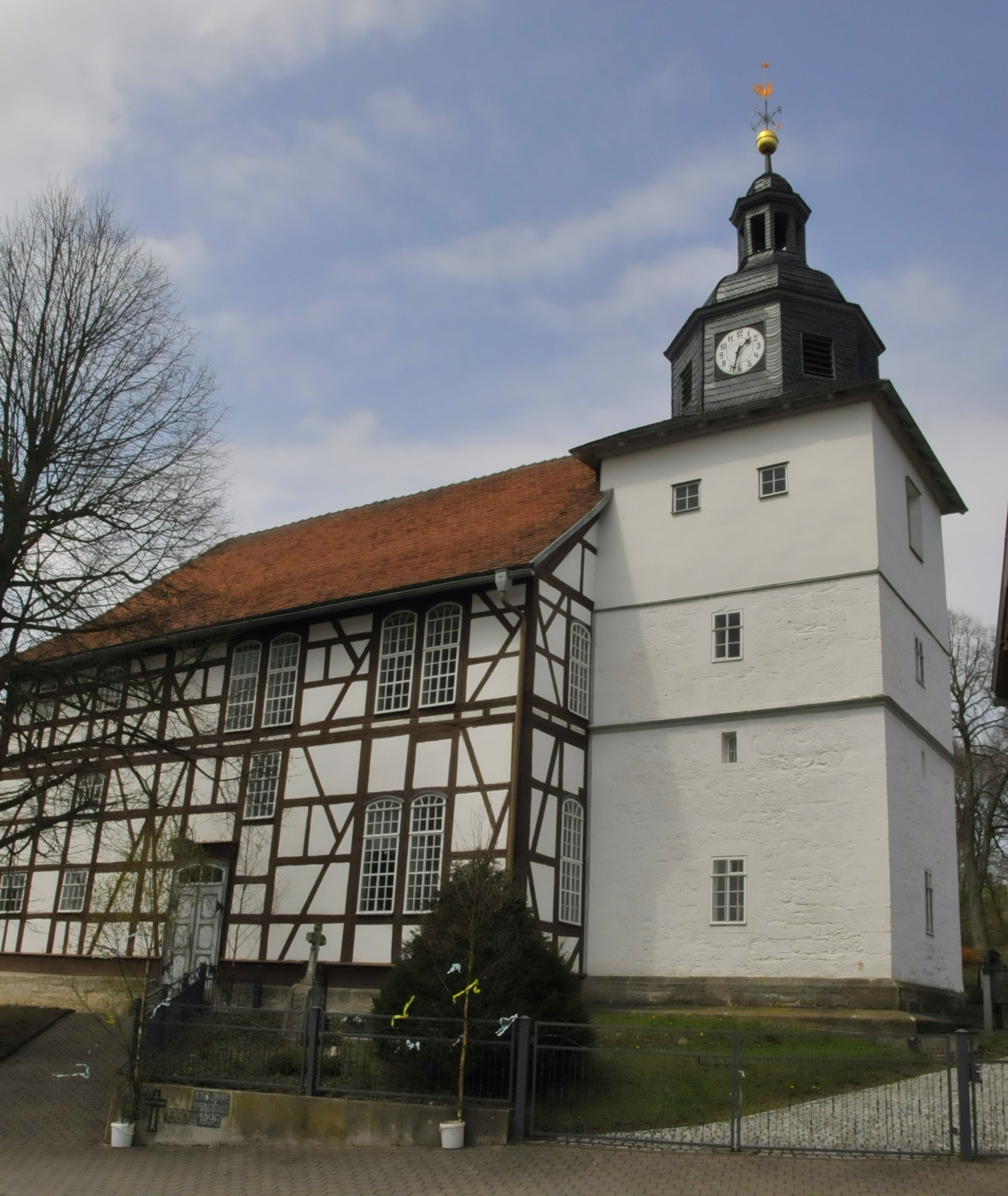